# MrBeast
MrBeast (* 7. Mai 1998 in Wichita, Kansas; bürgerlich James Stephen „Jimmy“ Donaldson) ist ein US-amerikanischer YouTuber und Unternehmer. 
Er gilt als Pionier von YouTube-Videos, die teure Stunts, aufwendige Wettbewerbe und lukrative Verlosungen beinhalten. Mit über 400 Millionen Abonnenten betreibt er den erfolgreichsten Kanal der Plattform. Daneben betreibt er vier weitere YouTube-Kanäle, „MrBeast Gaming“, „Beast Reacts“, „Beast Philanthropy“ und „MrBeast 2“. Mit über 115 Millionen Followern betreibt er den drittgrößten TikTok-Account.
Donaldson werden ausbeuterische Beschäftigungsverhältnisse vorgeworfen. Wegen der Vorwürfe von missbräuchlichen Arbeitsbedingungen wurde im Jahr 2024 Anklage gegen seine Produktionsfirma erhoben.

## YouTube-Karriere
2012 begann Donaldson mit 13 Jahren unter dem Namen MrBeast6000 YouTube-Videos zu produzieren, die von Let’s Plays bis zu „Erraten, wie viel Geld andere Youtuber haben“ reichten. Seine Videos erreichten zunächst wenig Aufmerksamkeit, einen ersten viralen Hit landete er mit einem Video, in dem er ohne Unterbrechung bis Hunderttausend zählte. Das Video erreichte in wenigen Tagen Zehntausende Aufrufe.
Im Januar 2022 stufte Forbes Donaldson als den bestverdienenden Youtuber ein, der 2021 schätzungsweise 54 Millionen US-Dollar verdiente. Forbes gab außerdem an, dass sein Einkommen im Jahr 2021 den 40. Platz der Forbes Celebrity 100 von 2020 einnehmen würde und dass er damit im Jahr 2020 so viel Geld wie Vin Diesel und Lewis Hamilton verdiente.
Am 28. Juli 2022 überschritt Donaldson mit seinem Hauptkanal die Marke von 100 Millionen Abonnenten, womit er der fünfte Kanal war, der diesen Meilenstein erreichte. Am 15. Oktober 2023 erreichte der Kanal „MrBeast“ als erster einer einzelnen Person und als zweiter überhaupt 200 Millionen Abonnenten. Am 2. Juni 2024 (MESZ) überholte der Hauptkanal auch den bisherigen Rekordhalter T-Series und ist damit der YouTube-Kanal mit den meisten Abonnenten.

## Format

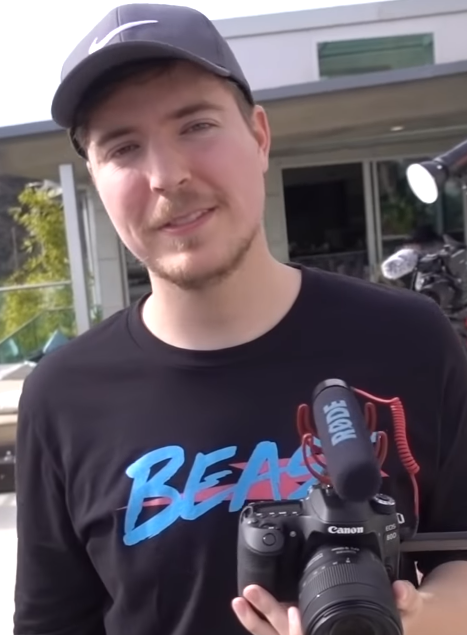
MrBeast, 2018

Donaldsons Videos sind häufig ungewöhnliche Aktionen, die das Ziel haben, viel Aufmerksamkeit auf sich zu ziehen. So macht er häufig Videos, in denen er Influencern oder Streamern hohe Summen an Geld auslobt oder gar spendet. In anderen Videos schaute er Farbe beim Trocknen zu oder zählte in 40 Stunden bis 100.000.
Donaldson spendet in seinen Videos regelmäßig Geld an gemeinnützige Organisationen, z. B. hat er 100.000 US-Dollar an ein Obdachlosenheim gespendet, 10.000 US-Dollar an ein örtliches Tierheim und 70.000 US-Dollar an das Saint Jude Children’s Research Hospital.
Im November 2021 stellte er die Spiele der erfolgreichen Netflix-Serie Squid Game nach. Die Produktion kostete rund 4,2 Millionen US-Dollar, darunter das Preisgeld von 456.000 US-Dollar. Das Video erreichte über 800 Millionen Aufrufe auf YouTube (Stand Juni 2025). Nachfolgevideos mit Preisgeldern von bis zu 1 Million US-Dollar konnten diesen Erfolg bisher nicht wiederholen.

## Andere Unternehmungen

### Finger on the App
Im Juni 2020 veröffentlichte Donaldson in Zusammenarbeit mit dem in Brooklyn ansässigen Kunstkollektiv MSCHF ein einmaliges Multiplayer-Handyspiel mit dem Titel „Finger on the App“. Bei diesem Spiel berühren die Spieler den Bildschirm ihres Telefons und die letzte Person, die ihren Finger vom Bildschirm entfernt, gewinnt 25.000 $. Am Ende gewannen vier Personen jeweils 20.000 $, nachdem sie ihren Finger über 70 Stunden lang auf der App gelassen hatten. Das Spiel war Berichten zufolge so erfolgreich, dass eine Fortsetzung mit dem Titel „Finger on the App 2“ ursprünglich für Dezember 2020 geplant war. Das Spiel wurde jedoch auf Februar und dann weiter auf März 2021 verschoben, weil eine Flut von Downloads das Spiel zum Absturz brachte und die Entwickler ihre Server aktualisieren mussten. Dieses Mal gab es einen Hauptpreis von 100.000 $ zu gewinnen. Der Gewinner ließ seinen Finger rund 51 Stunden lang auf dem Bildschirm des Telefons. Der Zweitplatzierte erhielt 20.000 $.

### MrBeast Burger

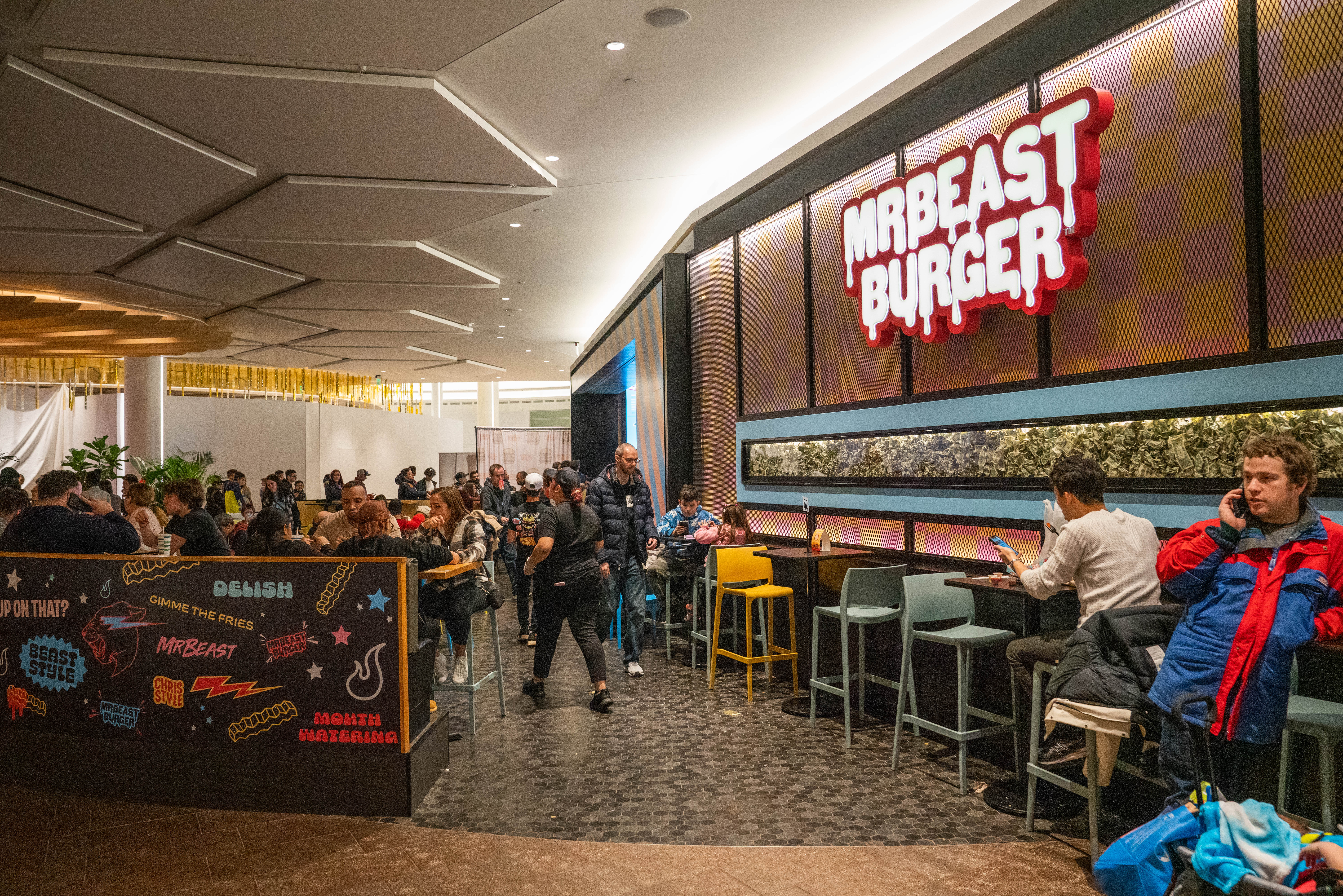
MrBeast-Burger-Restaurant in New Jersey

Im Jahr 2020 eröffnete Donaldson sein erstes Schnellrestaurant namens MrBeast Burger in Wilson, North Carolina. Drei Monate nach der Eröffnung überschritt MrBeast Burger die Marke von einer Million verkaufter Burger. Seit der Eröffnung wurden Pläne für die Erweiterung der Standorte von ausliefernden Restaurants für MrBeast Burger bekannt gegeben.
In Kanada sind seit Anfang Februar 2021 MrBeast Burger von 5 Standorten bestehender Restaurants in Toronto, Edmonton und Calgary lieferbar. Anfang Mai 2021 kamen die fünf ersten ausliefernden Restaurants im Vereinigten Königreich hinzu.
Seit Anfang September 2022 gibt es ein MrBeast-Burger-Restaurant in den American Dream Meadowlands in East Rutherford, Bergen County, New Jersey.

### Feastables

Logo von Feastables

Im Januar 2022 kündigte Donaldson die Gründung eines neuen Lebensmittelunternehmens namens Feastables an, das mit einer eigenen Marke von Schokoriegeln namens „MrBeast Bars“ an den Start ging. Zur Markteinführung wurden drei Geschmacksrichtungen angeboten: Original, Mandel und Quinoa Crunch. Die Markteinführung ging mit einem Gewinnspiel einher, bei dem es Preise im Wert von über 1 Million Dollar zu gewinnen gab, darunter zehn Hauptgewinner, die die Chance erhielten, in einem zukünftigen Video um eine Schokoladenfabrik bzw. 500.000 US-Dollar zu konkurrieren. Das Video wurde im Juni 2022 veröffentlicht. Unter anderem nahm Gordon Ramsay als Schiedsrichter an dem Video teil. Am 2. Februar 2022 kündigte Feastables Partnerschaften mit der Turtle Beach Corporation und Roccat an, um Preise für das Gewinnspiel bereitzustellen.

## Wohltätigkeit

### Team Trees

TeamTrees-Logo

Am 25. Oktober 2019 startete Donaldson in Kooperation mit dem Ex-NASA-Ingenieur und YouTuber Mark Rober eine globale Spendenaktion unter dem Namen „#Teamtrees“. Das Ziel war es, bis 2020 eine Spende von 20 Millionen US-Dollar für die Arbor Day Foundation zu sammeln. Das Geld sollte direkt in das Projekt einfließen, da die Organisation sich dazu bereit erklärte, zu einem Tarif von einem US-Dollar pro Baum, bis 2022 insgesamt 20 Millionen Bäume zu pflanzen.
Das Projekt wurde durch Kommentare auf Reddit und Twitter angespornt, Donaldson solle das Erreichen von 20 Millionen YouTube-Abonnenten mit dem Pflanzen von 20 Millionen Bäumen feiern. Donaldson erklärte in seiner Ankündigung auch, dass er durch das Projekt auch für von ihm verursachte Umweltbelastungen aus früheren Projekten aufkommen möchte.
Das Projekt wurde von YouTube-Persönlichkeiten wie PewDiePie, Marques Brownlee, SmarterEveryDay, iJustine und vielen weiteren unterstützt. Dadurch bekam das Projekt größere mediale Aufmerksamkeit und eine große Reichweite. Das Projekt fand Anklang auch über die Grenzen von YouTube hinaus, so wurden bereits nach 48 Stunden 5 Millionen US-Dollar gespendet. Neben den Spenden aus der Community erhielt das Projekt auch Spenden über höhere Summen zwischen 50.000 und 1 Million US-Dollar von Prominenten und Unternehmern wie Elon Musk, Jack Dorsey, Tobias Lütke und Susan Wojcicki. Auch die für die Verbreitung und den Erfolg des Projekts maßgebliche Plattform YouTube trug einen wesentlichen finanziellen Teil bei, unter anderem, indem Gebühren für Spenden erlassen wurden, die über YouTube an das Projekt flossen.
Am 19. Dezember 2019 erreichte die Aktion das gesetzte Ziel von 20 Millionen US-Dollar, zwölf Tage vor Ende des Spendenaufrufs. Neun Tage später gab MrBeast in einem Video bekannt, dass er TeamTrees vielleicht zu einer jährlichen Spendenaktion machen wird.
Mittlerweile sind insgesamt etwa 24,5 Millionen US-Dollar gespendet worden (Stand: 1. August 2023).

### Beast Philanthropy
Am 18. September 2020 wurde der YouTube-Kanal Beast Philanthropy ins Leben gerufen. Im ersten Video des Kanals kündigte Donaldson die Wohltätigkeitsorganisation und die Lebensmittelbank an und ernannte Darren, der bereits in früheren Videos aufgetreten war, zum Geschäftsführer. Der Kanal spendet 100 % seiner Werbeeinnahmen, Markendeals und Merchandise-Verkäufe für wohltätige Zwecke.

### Team Seas

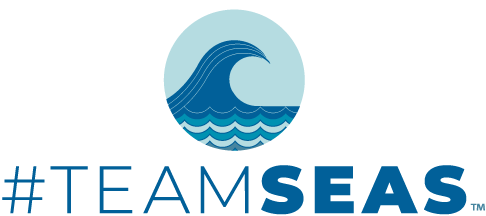
Logo von Team Seas

Am 29. Oktober 2021 organisierten Donaldson und Mark Rober ein weiteres gemeinsames Challenge-Event auf YouTube mit dem Titel #TeamSeas. Das Ziel dieses Projekts war es, bis zum 1. Januar 2022 30 Millionen Dollar für die Ocean Conservancy und The Ocean Cleanup zu sammeln. Mit den 30 Millionen Dollar sollte die Beseitigung von 30 Millionen Pfund Plastik- und anderen Abfällen aus den Ozeanen, Flüssen und Stränden finanziert werden. Donaldson und Rober baten Tausende von Influencern um Unterstützung für die Spendenaktion. Bis zum 1. August 2023 wurden 33.444.730 $ aufgebracht.

## Kontroversen und Vorwürfe
Im Mai 2021 machte die New York Times Anschuldigungen gegen Donaldson publik, er habe in seinem Unternehmen eine missbräuchliche Arbeitsatmosphäre geschaffen. Matt Turner, der von Februar 2018 bis September 2019 als Editor für den MrBeast-Kanal tätig war, warf Donaldson vor, ihn täglich beschimpft und erniedrigt zu haben. Die Anschuldigungen hatte Turner bereits 2018 in einem Video erhoben und im Oktober 2019 in einem danach wieder gelöschten Twitter-Thread ausgeführt. Turner schrieb darin, dass er „jeden einzelnen Tag von MrBeast angeschrien, gemobbt, als behindert und austauschbar bezeichnet“ wurde. Gestützt wurden diese Vorwürfe von zehn weiteren Mitarbeitern Donaldsons, die ebenfalls von einem angespannten Arbeitsumfeld sprachen, etwa Nate Anderson, der nach nur einer Woche wegen Donaldsons „unzumutbaren Forderungen“ gekündigt hatte. Nachdem er ein Video veröffentlicht hatte, in dem er seine Erfahrungen beschrieb, erhielt Anderson Berichten zufolge Morddrohungen von MrBeast-Fans.
Im Juli 2024 trennte sich Donaldson von seiner Mitarbeiterin Ava Kris Tyson (ehemals Chris Tyson), eine der ursprünglichen Darstellerinnen des MrBeast-Kanals, nachdem gegen sie mehrere Vorwürfe des missbräuchlichen Verhaltens gegenüber Minderjährigen laut wurden. Zudem wird Tyson sexuelle Nötigung eines ehemaligen Mitarbeiters vorgeworfen. Donaldson zeigte sich von den Vorwürfen in einem öffentlichen Statement schockiert und erklärte, das Unternehmen stelle externe Gutachter ein, um die Angelegenheit weiter zu untersuchen.
Ebenfalls im Juli 2024 veröffentlichte ein ehemaliger Angestellter ein YouTube-Video, in dem er Donaldson beschuldigte, Videos und Wettbewerbe zu manipulieren, illegale Gewinnspiele zu veranstalten und seine zu großen Teilen minderjährige Fans zu täuschen. Diverse Videos von MrBeast würden zur Partizipation oder zum Kauf von Produkten aufrufen und zugleich Preise in Aussicht stellen; somit seien sie als Glücksspiel zu werten. Zudem seien diverse Videos von Wettbewerben manipuliert und die Kandidaten oftmals Mitarbeiter des Unternehmens. Im August 2024 folgte ein zweites Video, in dem ein weiterer ehemaliger Angestellter die missbräuchlichen Arbeitsbedingungen beschrieb und behauptete, dass Donaldson einen registrierten Sexualstraftäter beschäftigte, der wegen Übergriffen auf eine Minderjährige verurteilt wurde.
Im September 2024 wurde wegen des Vorwurfs der Ausbeutung, Täuschung, sexuellen Belästigung und „Zufügung seelischen Leides“, bei der Produktion der für Amazon produzierten Beast Games, Anklage gegen Donaldsons Produktionsfirma erhoben. Laut Anklageschrift habe die Produktion die „Kontrolle über jeden Aspekt des Lebens während der Laufzeit der Produktion“ gehabt.